# 福井県道141号竹波立石縄間線
福井県道141号竹波立石縄間線（ふくいけんどう141ごう たけなみたていしのうません）は福井県三方郡美浜町と同県敦賀市を結ぶ一般県道である。別名「敦賀半島周回道路」。

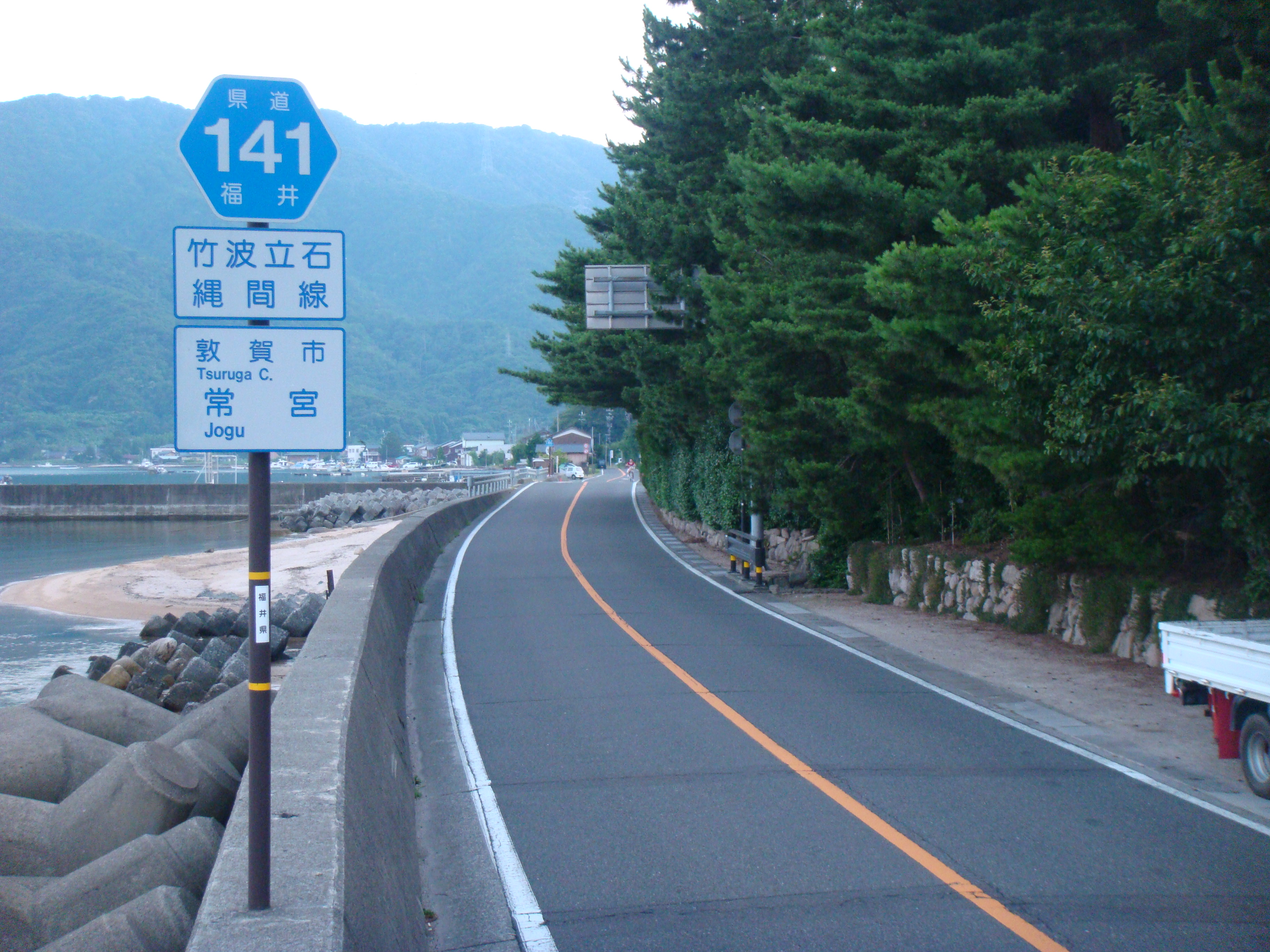
敦賀市常宮から同市縄間側を望む（2011年（平成23年）撮影）

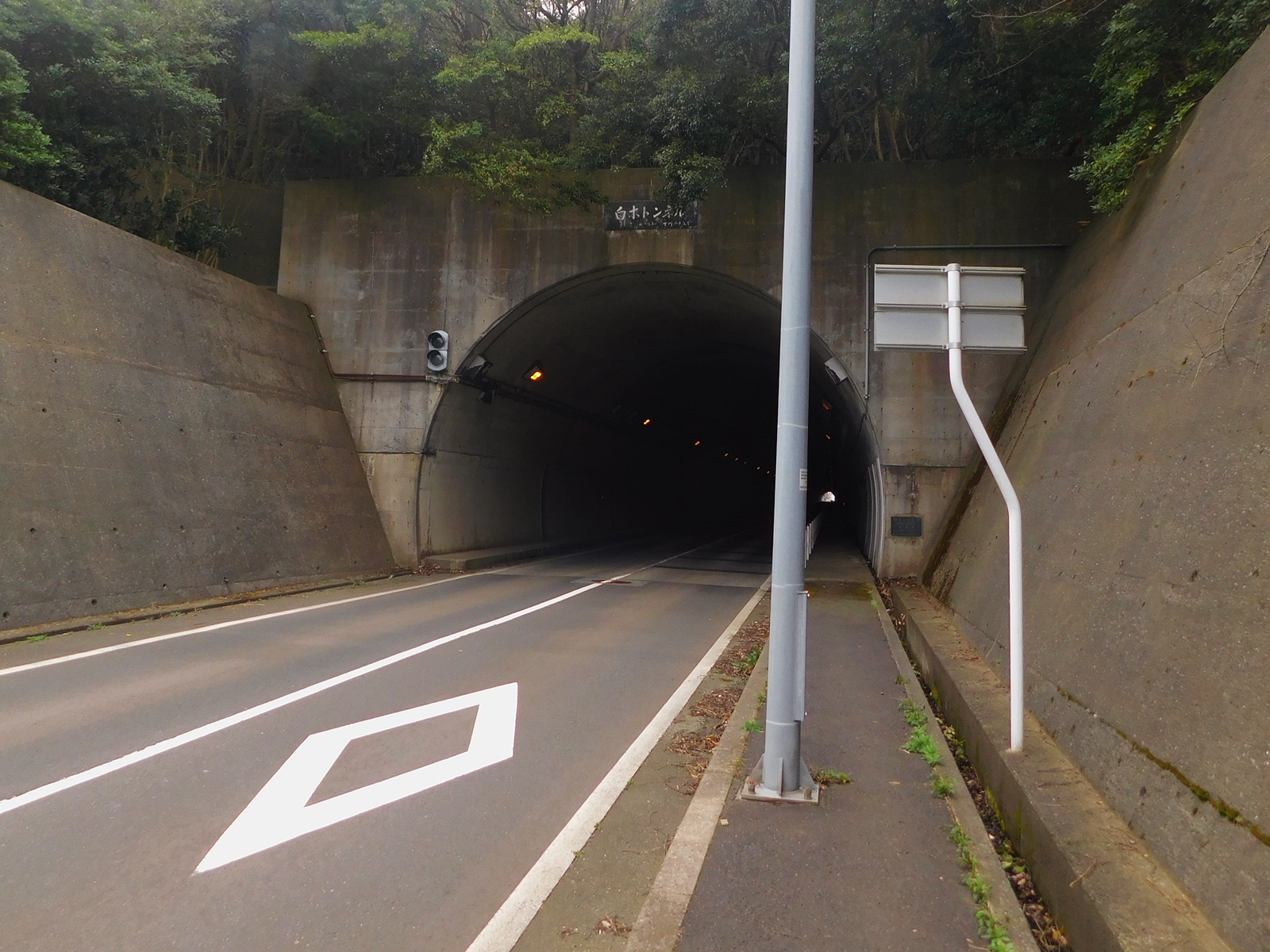
白木トンネル北側入口（2020年撮影）

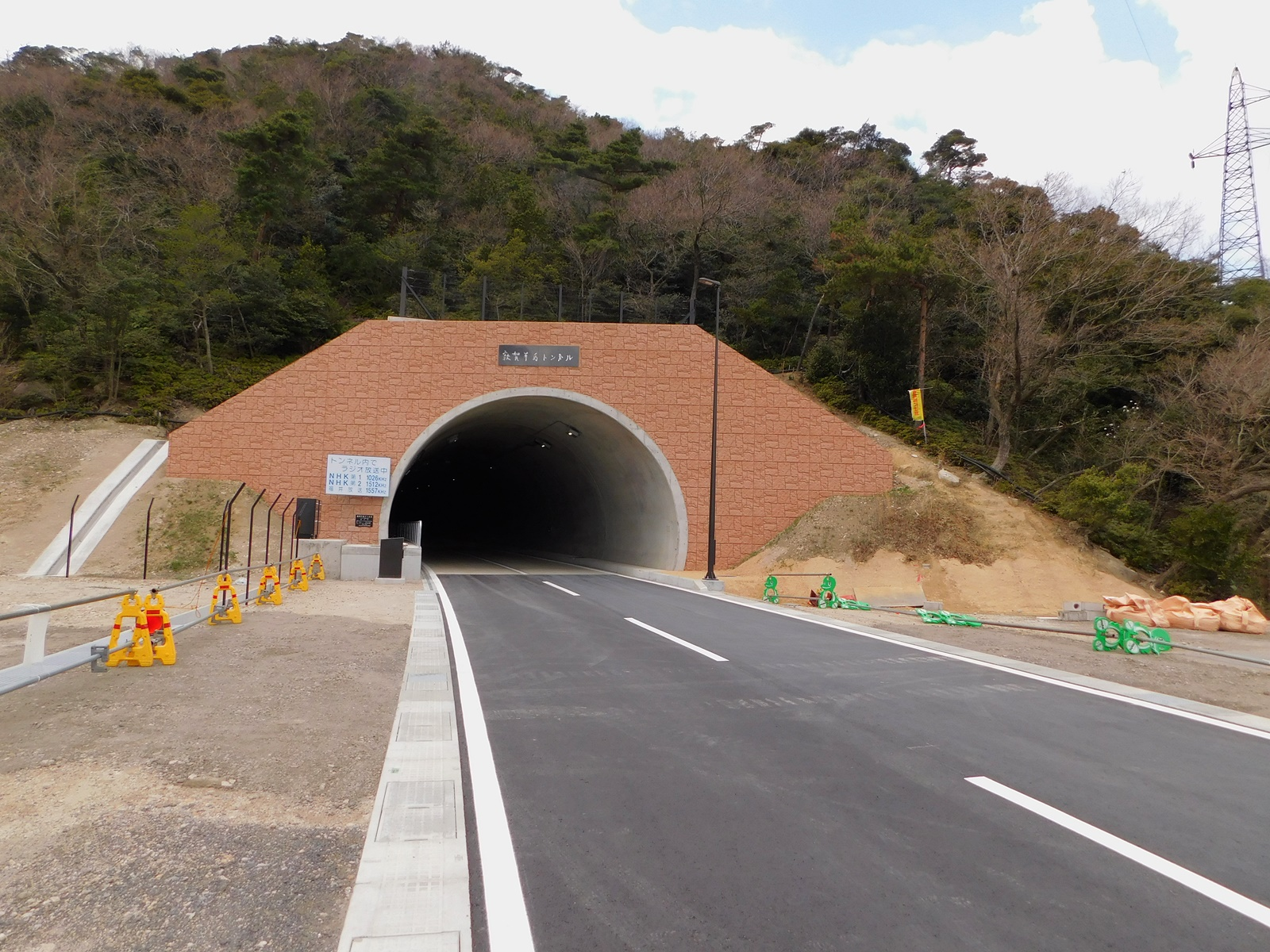
敦賀半島トンネル東側入口（2020年撮影）

## 概要
敦賀半島の北半分の海岸に沿って走る路線である。見通し不良区間や未開通区間が「原子力災害制圧道路」として整備されていたが、2020年3月の敦賀半島トンネル区間開通をもって未開通区間は解消された。

### 路線データ
- 起点：三方郡美浜町竹波（福井県道33号佐田竹波敦賀線交差点）
- 終点：敦賀市縄間（福井県道33号佐田竹波敦賀線交差点）

## 歴史
- 2018年（平成30年）12月22日 - 立石トンネル（延長498 m）が開通[2][3]。
- 2020年（令和2年）3月20日 - 敦賀半島トンネル（延長3,863 m）が開通[4]。

## 通過する自治体
- 福井県三方郡美浜町
- 福井県敦賀市

## 接続道路
- 福井県道33号佐田竹波敦賀線（美浜町竹波交差点起点・敦賀市縄間交差点終点）

## 沿線
- 水晶浜海水浴場（日本の砂浜八十八選）
- 美浜原子力発電所
- 高速増殖炉もんじゅ
- 福井県水産試験場 海洋資源研究センター
- 敦賀原子力発電所
- 敦賀原子力科学館
- 水島
- 常宮神社